# Oosterreide

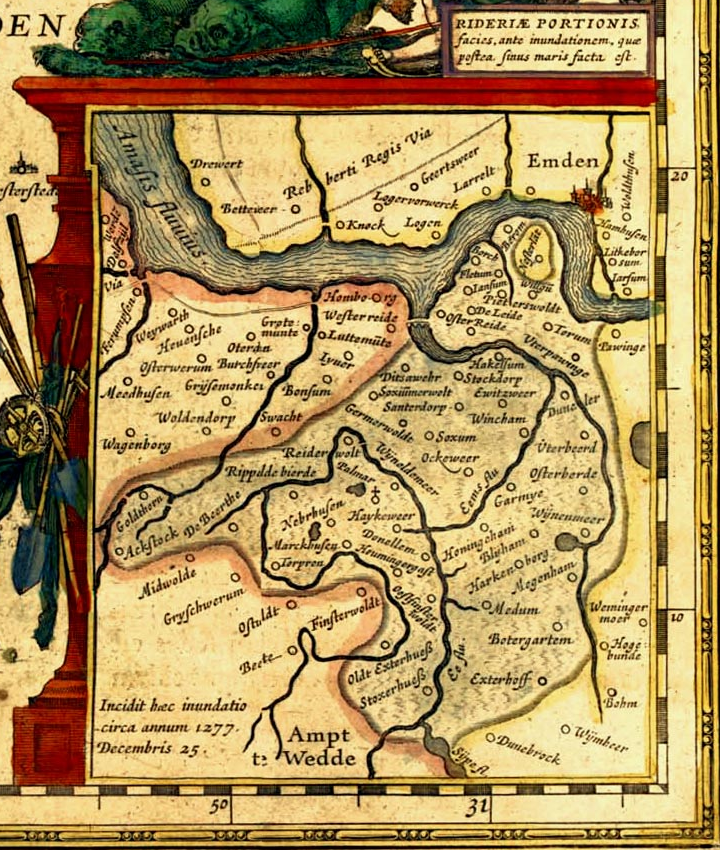
Kaart van het verdronken Reiderland, 1574

Oosterreide of Reide was een middeleeuws kerkdorp dat rond 1500 is verdronken in de Dollard. Het vormde de hoofdplaats van het district Reiderland en mogelijk tevens de zetel van een kerkelijke proosdij. Het dorp lag ten oosten van de Punt van Reide aan de monding van de rivier Reider Ee, die hier omstreeks 1200 werd afgesloten door een sluizencomplex (de Reiderzijlen). Het tweelingdorp Westerreide lag volgens de historicus Ubbo Emmius aan de westzijde de rivier, waar nu de Punt van Reide ligt. Ooster- en Westerreide vormden tevens de moederdorpen voor de veenontginningsnederzettingen van Reiderwolde. Vlak bij het dorp lag rond 1300 mogelijk het ontginningsdorp Westertili, mogelijk een verschrijving voor *Westercili ('Westersiel').

## Geschiedenis
De oorsprong van de naam is niet met zekerheid vast te stellen. Hij kan afgeleid van hriād ('riet'), rēde ('aanlegplaats, terp') of van *rīth ('riviertje, stroom'). De plaatsnaam duikt met verschillende schrijfwijzen op: Hriadi of Hriedi (eind 9e eeuw), villa Hreidensi (1211). Reyde (1256), Asterreyde (1272), Astierheyde (1377), Oesterreide (ca. 1475), Oester Reide (ca.  1498), Ostereida (ca. 1500) en Oestereyndt (1506).
De abdij van Werden had vanaf de negende eeuw omvangrijke bezittingen in Reide, Reiderwolde en de niet-geïdentificeerde dorpen Uualda en Uppan uualda. Deze goederen stamden misschien uit het missiewerk dat Liudger in de Groninger kuststreek had verricht. De abdij had ook het patronaatsrecht van de dorpskerk. Deze ecclesia in Hredi wordt voor het eerst aan het einde van de tiende eeuw genoemd. Mogelijk was de kerk gewijd aan Liudger; de legendarische Dollardkaart van 1574 toont vlak bij Oosterreide een kerkdorp, St. Ludgeri. Deze kaart berust echter grotendeels op fantasie. In 1256 trachtte de bisschop tevergeefs het patronaatrecht over te dragen aan het klooster van Palmar, nadat een adellijke familie zich dit eerder had toegeëigend. Wel mocht de bisschop het kerkenland teruggeven aan de kerk. De kerkheer, inmiddels al de vierde generatie uit zijn familie, was gehuwd en bekleedde blijkbaar als plaatsvervanger van de officiaal het ambt van aartsdiaken in Leer. Dat alles leidde tot een volksopstand in 1271, waarbij de proosdijhuizen van Farmsum en mogelijk ook Oosterreide verwoest werden. Kennelijk naar aanleiding van de opstand nam de bisschop de proosdijrechten in het Reiderland weer in eigen hand en droeg hij ze over aan de pastoors van Nesse (later Hatzum) en Weener. In 1283 verkreeg hij alle Friese rechten van de Abdij van Werden, die hij doorverkocht aan de Johannieter ridderorde. Daardoor kwam ook de kerk van Oosterreide in handen van de commanderij Oosterwierum bij Heveskes. Volgens latere overleveringen bevond zich in de dochternederzetting Reiderwolde een kapittel van kanunniken; mogelijk behoorden ook de geestelijken van Oosterreide hiertoe.
Oosterreide was een belangrijke marktplaats. De haven bij de sluizen bood volop gelegenheid voor handelsverkeer. De afdamming van de Westerwoldse Aa moet een omvangrijke onderneming zijn geweest. Volgens de overlevering lagen hier – net als in Delfzijl – meerdere zijlen (sluiskokers) naast elkaar. Jacob van der Mersch tekende op zijn Dollardkaart uit 1574 vijf zijlen; kroniekschrijver Johan Rengers van ten Post, die zich beriep op de Dollardkaart in het Groningse stadhuis, meende dat hier maar liefst zeven zijlen vinden waren. Willem de Volder fabuleert in een lofdicht op Emden uit 1553 over zeven zijlen bij Fletum, dat hij gelijkstelt aan de Romeinse haven Flevum. Het houtwerk van de zijlen werd - volgens een kaart van het verdronken Reiderland - nog in 1673 waargenomen. 
Volgens een verklaring uit 1487 werd er up Reyder zijlen recht gesproken. Bij conflicten konden de dorpsbewoners een beroep doen op de ghemene warff, waar de verzamelde hoofdelingen en hun onderdanen een oordeel velden. Een later document stelt dat "de particuliere Landdaghen, warven ende waerdaghen (dat is de waterstaatsrechtspraak) aldaer of daeromtrent in de cloosteren van Reide of Palmaer zijn gheholden".
Volgens de Prophecye van Jarfke uit 1597 zou het misboek waarin het ontstaan van de Dollard werd beschreven uit Oosterreide stammen. Jarfke had hier volgens deze tekst "vele van synen vriendtschap woonen". Oudere documenten suggereren echter dat deze notities uit het Grijzemonnikenklooster of uit de kerk van Termunten zouden stammen. Vermoedelijk gaat het om  een falsum dat omstreeks 1550 in Groningen werd vervaardigd. 
Uit Oosterreide stamde de geleerde Bernhardus de Reyda (ov. 1464), karthuizer monnik en sinds 1434 hoogleraar theologie te Keulen. Hij wordt afgebeeld op een bijzonder epitaaf, dat zich nu in de Staatsgalerie Bamberg bevindt. Hij was aanwezig op het Concilie van Konstanz en speelde een belangrijke rol bij de executie van de theoloog Hieronymus van Praag in 1416.

## Klooster en borg
In ieder geval reeds in 1376 bevond zich hier een nonnenklooster van de dominicanessen, een bedelorde die zich vooral in half-stedelijke nederzettingen vestigde. Belangrijke vergaderingen werden bij de zijlen gehouden, dan wel in het nabijgelegen klooster Palmar of in het Dominicanessenklooster. In Palmar werd in 1427 ook een vernieuwd landrecht voor het Reiderland en het Oldambt op schrift gesteld. Daarnaast bevond zich in Oosterreide een voorname borg, die in de vijftiende eeuw eigendom was van de Addinga's van Westerwolde.  Mogelijk stamden zij af van de eerdergenoemde dorpsheren. De akkers en hooilanden rond de borg worden ten minste nog vermeld in 1470; de landerijen van deze familie strekten zich uit tot het latere eiland Garmede, midden in de Dollard. Nog in 1520 bezat Jurjen Addinga 60 deimt land in het Reiderhamrik.

## Teloorgang
Ten tijde van de Grote Friese Oorlog liet de Oost-Friese krijgsheer Keno tom Brok op twee plaatsen in het Reiderland de sluisdeuren in brand steken. De precieze datering is niet bekend, maar het moet vóór mei 1413 zijn geweest, toen de Groningers een militaire bezetting in Westerreide legden. De enige verhalende bron uit die tijd, de kroniek van Johan van Lemego, stelt dat de hele streek hierdoor inriedich is geworden, wat wil zeggen dat het water er met de getijden in- en uitstroomde. In 1427 maakten de Oldambtsters plannen voor een nooddijk van Westerreijde up in der Wolden, en twee jaar zegden ze hulp toe bij het maken van de Reyder dijcke. Maar het was tevergeefs; ook een nieuwe dijk van Reide naar Finsterwolde uit 1454 hield slechts een jaar of twaalf stand.
Oosterreide was omstreeks 1475 nog een bloeiend dorp; de fantasierijke Dollardkaart tekent hier een korenmolen. Een kwarteeuw later stond het er al veel slechter voor. In 1500 was er minstens één geestelijke; in 1506 betaalde het dorp nog belasting, maar na de Cosmas- en Damianusvloed (1509) ging het snel bergafwaarts. Het klooster zou in 1528 overgebracht worden naar Lucaswolde, waar zich in 1539 een voorwerk of uythoff van het klooster verbond. In 1530 werden de kloostergebouwen gesloopt, waarna de bouwmaterialen werden gebruikt om de vesting van Delfzijl te versterken. De laatste zusters weken uit naar Groningen; de susters van Reyd worden omstreeks 1548 voor het laatst genoemd. Omstreeks 1535 graasden nog hele kuddes schapen en jongvee op kwelders van de Jansumer blincke vlak ten noorden van het dorp. Niet veel later ging dit eiland te gronde en moet ook de kerk zijn verdwenen. De borg van de Addinga's, een hoech heem, genoemt Addenheem, diende omstreeks 1580 als steengroeve, vanwaar een groote mennichte van steen werd weggebroken en (vermoedelijk per schip) afgevoerd. Ten zuidwesten van de Punt van Reide lag nog rond 1820 de zandigee Reiderplaat (nu Heringsplaat), mogelijk een restant van een van deze eilanden. Volksverhalen spraken over de restanten van een kerk in de geul van het Kerkeriet.